# Gaston Leval
Gaston Leval, de son vrai nom Pierre Robert Piller, né le 20 octobre 1895 à Saint-Denis et mort à Saint-Cloud le 8 avril 1978, est un théoricien socialiste libertaire et militant anarcho-syndicaliste, également historien de la révolution sociale espagnole de 1936.

## Biographie
Fils de communard, il travailla jeune comme maçon et chaudronnier et commence à fréquenter très tôt les milieux libertaires. Suspecté de vol, il est arrêté à Herblay, le 8 juin 1913, par la police qui le trouve porteur de brochures anarchistes, mais est acquitté faute de preuves. Piller dit Pierrot, est à cette époque membre du groupe des Amis du Libertaire, du groupe de jeunes anarchistes qui se réunissent au Foyer populaire de Belleville.

### Insoumission et exil espagnol
À la veille de la guerre il milite au groupe d’Ivry et travaille comme garçon maçon « dix heures de travail par jour ».
Le 11 octobre 1914, après avoir participé aux ultimes manifestations contre la guerre et avoir reçu une convocation au conseil de révision pour le 20 octobre, il quitte Paris, muni d’un sauf conduit pour la Ferté Bernard (Sarthe) pour soi-disant aller y travailler aux carrières, mais en fait part pour l’Espagne afin de se soustraire à ses obligations militaires. Appelé le 25 janvier 1915 au 39e Régiment d’infanterie de Rouen, il est déclaré insoumis le 10 février suivant.
Réfugie en Espagne, il participe activement au mouvement libertaire et anarcho-syndicaliste, notamment avec la Confédération Nationale du Travail (CNT) et, en particulier, la revue Estudios. Il collabore à de nombreux titres de la presse libertaire espagnole tout en exerçant divers métiers (charretier, photographe, etc). Au printemps 1920 il est arrêté et emprisonné à Valence. À sa sortie de prison, il retourne à Barcelone.

### Voyage à Moscou

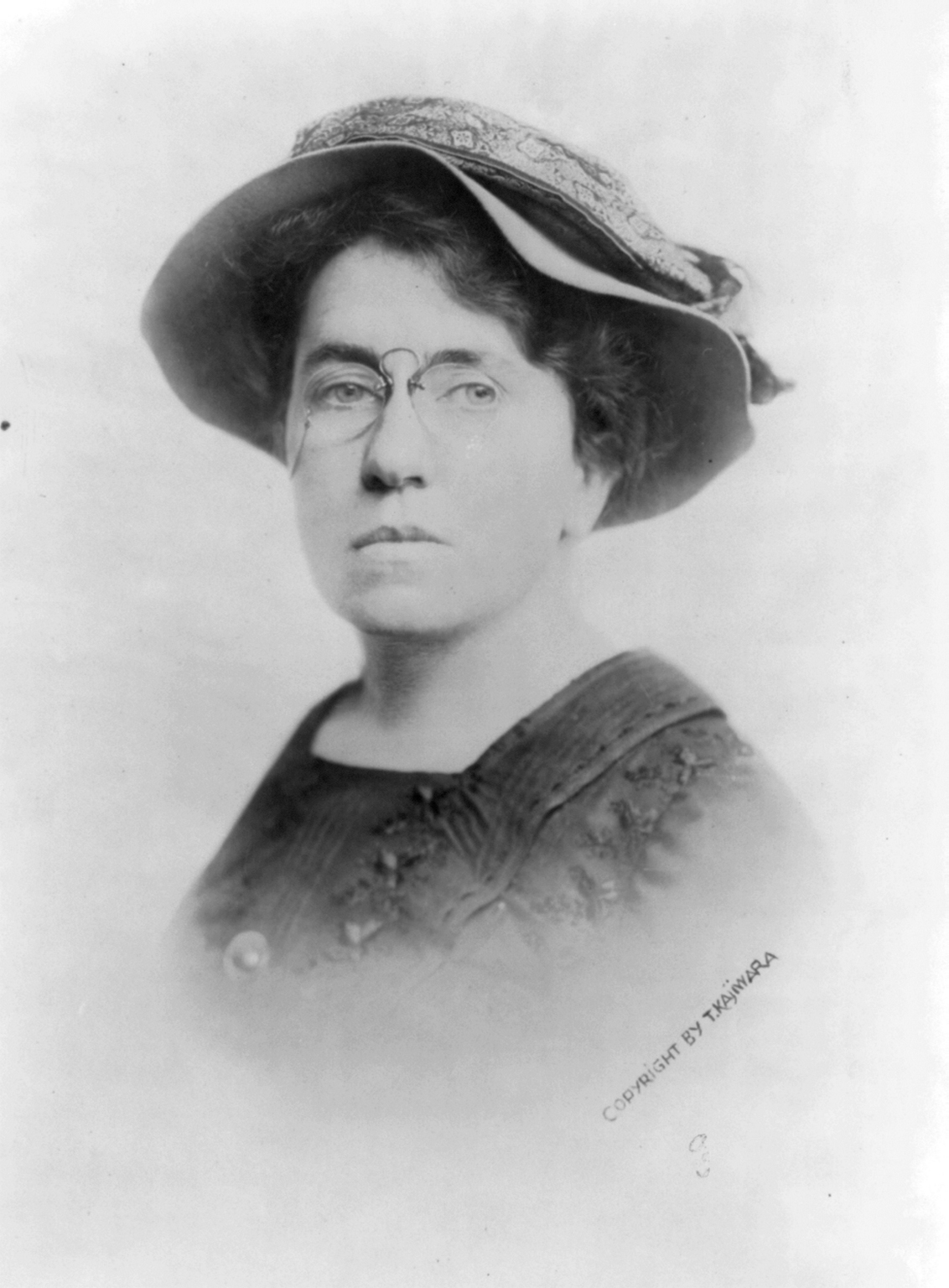
Emma Goldman

En 1921 il est nommé lors d’un plenum clandestin de la Fédération des groupes anarchistes de Barcelone délégué-adjoint de la CNT pour assister et prendre part, à Moscou, au Congrès constitutif de la IIIe Internationale des syndicats rouges. Arrivé en juin à Moscou, il y reste jusqu’en 1922. Il rencontre Victor Serge qui « décrivait dans ses articles un monde libéré » mais qui cachait déjà « sa pensée véritable ». Leval ne « pouvait lui pardonner ce double jeu et ce double langage. » Entré en relations avec Emma Goldman et Alexandre Berkman, il recueille des informations sur les anarchistes emprisonnés et parvint à visiter la prison Boutirky. Reçu par Lénine, qu’il qualifie à son retour « d’homme de droite », auquel la délégation espagnole venait demander la libération des anarchistes en grève de la faim depuis onze jours, il eut la surprise de constater le silence prudent des délégués français. À son retour de Russie, sous le nom de Gaston Leval, il fut brièvement emprisonné à Berlin puis expulsé.
Il était à cette époque considéré par les services de renseignement français comme un agent bolchevique. Après un séjour de quelques mois en Italie, il retourna en Espagne pour faire rapport au Comité National de la CNT lors de la conférence nationale anarchiste tenue à Saragosse. Il écrit de nombreux articles dans la presse anarchiste espagnole (Nueva Senda, Solidaridad Obrera, Redencion…) et internationale (Le Libertaire, Der Syndikalist, Le Réveil anarchiste) sur son séjour en Russie.

### Participation à la révolution espagnole

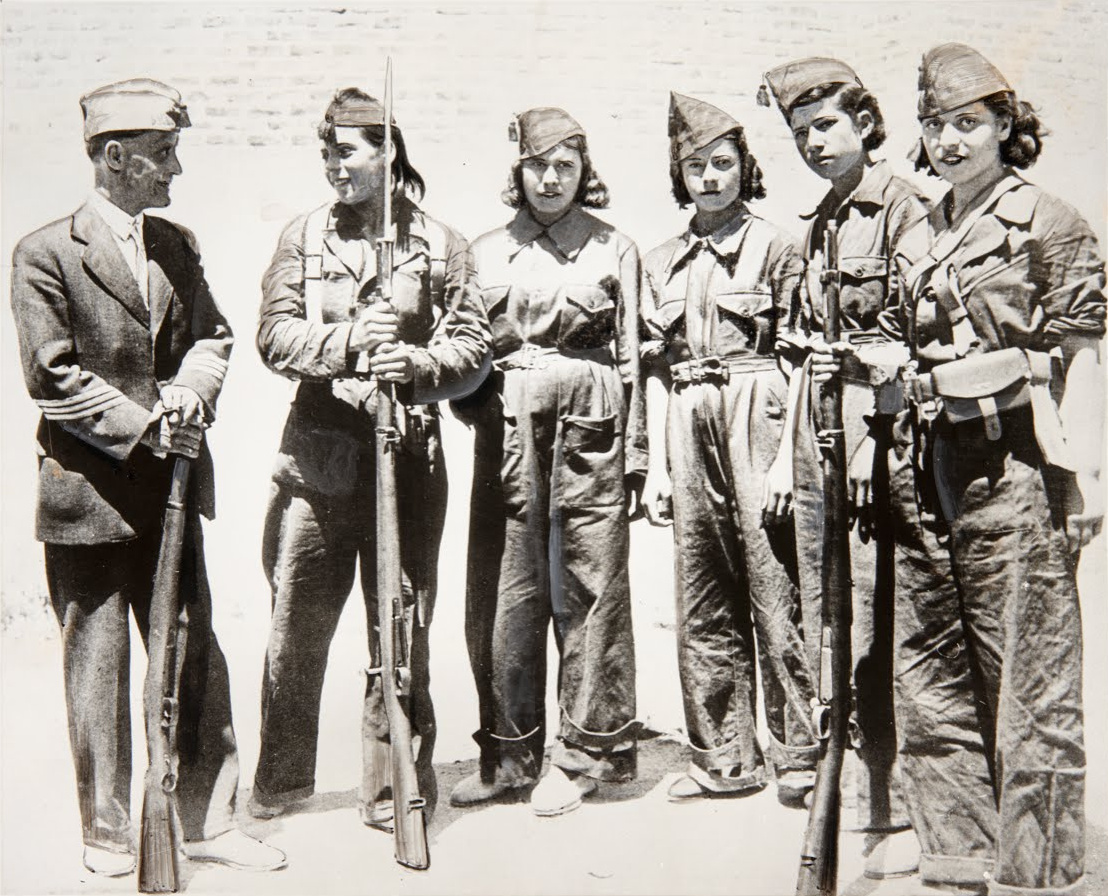
Juillet 1936 : début de la révolution sociale en Espagne.

Après avoir été brièvement emprisonné à Barcelone, Gaston Leval voyage dans toute la Péninsule, puis devint instituteur à Vigo et à La Corogne dans l’école rationaliste créée par l’association ouvrière libertaire Despertar maritimo.
En 1924, il s’embarque pour l’Uruguay et l’Argentine où il participe activement au mouvement libertaire local et survit en donnant des cours de français et en écrivant dans la presse. Il revint en Espagne en 1934 où il reprend une collaboration active dans le mouvement libertaire et la Confédération Nationale du Travail.
Après la victoire du mouvement libertaire en juillet 1936 à Barcelone, il refuse le poste que lui propose la Generalitat de Catalogne et participe à un réseau d'achat d'armes en France. En 1937 il est membre du groupe Los Solidarios (Fédération Anarchiste Ibérique) de Barcelone et de la section des journalistes du syndicat CNT des professions libérales. Pendant plus de huit mois il étudie soigneusement et accumule un important matériel sur les collectivités organisées par le mouvement libertaire dont il fera la matière de son livre Espagne libertaire 36-39.

### Socialiste libertaire
En 1938, il rentre en France et reprend sa collaboration au Libertaire. Le 21 juin, il est arrêté pour insoumission, le tribunal militaire le condamne, le 22 novembre, à quatre ans et demi de prison et il est incarcéré à la prison de Clairvaux. Il s’en évade le 14 août 1940, se réfugie en province, puis avec Louis Lecoin entre dans les restaurants populaires organisés par le Secours national du maréchal Pétain, ce qui lui vaut d’être écarté temporairement de la Fédération anarchiste en mars 1945. Sous les noms de Gaston Leval et Robert Le Franc, il reprend sa collaboration au Libertaire, ainsi qu’à la revue Études anarchistes.
Bon orateur, Gaston Leval intervint dans nombre de réunions publiques. En mars 1950, toujours sous la menace d’une arrestation pour son insoumission, il se réfugie à Bruxelles.
Il revient en France en 1953 où il peut enfin légaliser sa situation. Au cours d’un congrès tenu à Paris les 25-27 décembre 1953, il fut de ceux qui reconstituèrent l’ancienne Fédération anarchiste qui avait disparu pour faire place sous l’impulsion de Georges Fontenis à une nouvelle organisation, la Fédération communiste libertaire.
En 1955, il rejette le qualificatif "anarchiste" trop marqué à son idée. Il fonde Groupe socialiste libertaire qui se constitue en Centre de sociologie libertaire lequel eut pour tribune les Cahiers du socialisme libertaire devenu Cahiers de l’humanisme libertaire et, ultérieurement, Civilisation libertaire, publiant en tout 254 numéros. Le Centre de sociologie libertaire se proposait, compte tenu des bouleversements survenus dans nos sociétés, d’enrichir ce qui demeurait valable des acquis doctrinaux libertaires par des études répondant aux réalités d’aujourd’hui, et, dans la mesure du possible, de demain. Ainsi « des réalisations collectives concrètes » tels que coopération, syndicalisme, communes, influenceront-elles « au maximum l’évolution de la société dans un sens libertaire ». En ce qui concerne le problème de la liberté « c’est, en dehors de l’atelier, de l’usine, du laboratoire, que pourra se manifester la liberté humaine ». C’étaient là des réflexions originales sur l’épineux problème des lendemains de révolution.
Pendant les événements de mai-juin 1968, Gaston Leval participe à plusieurs débats dans le grand amphithéâtre de la Sorbonne occupée.

### Franc-maçon
Selon Léo Campion, dans son livre Le Drapeau noir, l'Équerre et le Compas, Gaston Leval a été initié franc-maçon à la Loge « La Chaîne d'Union » du Grand Orient de France à Paris.

## Œuvres
Une trentaine de brochures et livres en français, espagnol, italien, anglais, dont en français :
- L'Indispensable révolution. L'émancipation de l'Homme par le socialisme libertaire, Éditions du Libertaire, 1948.
- L’Anarchisme et l’abondancisme, Éditions du Libertaire, 1949[6].
- Le Communisme, l’État contre le communisme, Éditions du Libertaire, 1950.
- Manifeste socialiste libertaire, 1951.
- Bakounine et l’État marxiste, Cahiers de Contre-courant, 1955.
- Socialistes libertaires, pourquoi, Paris, 1956.
- Kropotkine et Malatesta, Cahiers de Contre courant, s.d.
- Le Chemin du socialisme, Bièvres, 1958.
- Pratique du socialisme libertaire, Genève, 1959.
- Éléments d'éthique moderne. Paris : Groupe socialiste libertaire (Impr. la Ruche ouvrière), 1961.108 p.
- Infancia en cruz / l’Enfance en croix (autobiographie), Valencia (Espagne), éd.Estudios, 1933 ; Bruxelles, NRB, 1944 ; Paris, éd. du Scorpion, 1963.
- Ballobar une collectivité libertaire en Espagne, groupe Humanisme libertaire, 1964.
- L’Humanisme libertaire, groupe Humanisme libertaire, 1967, [lire en ligne], [lire en ligne].
- Espagne libertaire 36-39, La Tête de feuilles, 1971, lire en ligne, réédité en 1983 par les Éditions du Monde Libertaire, lire en ligne, et en 2002 par les éditions TOPS-H. Trinquier,  (ISBN 2-912339-21-9).
- Rus et torrents. Illustrations de Luis Brander, chez l’auteur, imp. La Ruche ouvrière, 1975, 124 p. Lettre préface de Georges Duhamel.
- Michel Bakounine, Le Havre, s.d.
- Michel Bakounine, le congrès de Saint Imier, Le Havre, s.d.
- La Pensée constructive de Bakounine, Éditions Spartacus, 1976.
- L’État dans l'histoire, Éditions du Monde Libertaire (sans date).

### Articles
De très nombreux articles en espagnol et en français dans la presse libertaire européenne et sud-américaine et sous divers pseudonymes dont Silvio Agreste, José Benito, Felipe Montblanc, Josep Venutto.
- Choses de Russie, Le Libertaire, 11-18 novembre 1921.
- 1936 : principes et enseignements des collectivisations en Espagne[7]
- Conceptions constructives du socialisme libertaire, Autogestion et socialisme, n° 18/19, janvier-avril 1972, texte intégral.

## Notices
- Dictionnaire des anarchistes, « Le Maitron » :  notice biographique.
- Dictionnaire international des militants anarchistes : notice biographique.
- L'Éphéméride anarchiste : notice biographique.
- Dictionnaire biographique du mouvement ouvrier français, « Le Maitron » : notice biographique.
- Monde nouveau : textes de et sur Gaston Leval.
- Léo Campion, Le Drapeau noir, l'Équerre et le Compas : les Maillons libertaires de la Chaîne d'Union, Éditions Alternative libertaire, 1996, lire en ligne, pdf.
- Gaetano Manfredonia, L’anarchisme au xxe siècle : de la crise au renouveau, Histoire des gauches en France, 2005, 784 pages, La Découverte,  (ISBN 9782707147370)[8].
- Philippe Pelletier, L'anarchisme, Le Cavalier Bleu éditions, Histoire & Civilisations, 2010, 128 pages, présentation en ligne.
- Patrick, Les classiques de la subversion : Gaston Leval, « Espagne Libertaire, 1936-1939 », Alternative libertaire, mars 2014, texte intégral.
- (en) David Berry, French anarchists in Spain, 1936-1939, Oxford University Press, 1989, p. 427-465[9].
- Notice dans un dictionnaire ou une encyclopédie généraliste :   - Gran Enciclopèdia Catalana
.